# Club Atlético de Marbella
El Club Atlético Marbella fue un club de fútbol de España, de la ciudad de Marbella en Málaga. Llegó a ser el filial del C. D. Málaga. Fue fundado en 1947 y desapareció en 1997.

## Historia
El Club Atlético Marbella nació en 1947. Federado por primera vez en 1947, el Club Deportivo Marbella, que había sido fundado cinco años antes, sufre su primera desaparición en 1959 por problemas económicos. Su relevo es tomado por el CD Atlético Marbella, cuyos primeros veinticinco años de historia tienen lugar entre la Tercera División y las categorías regionales andaluzas. Su primer éxito deportivo tiene lugar en la temporada 1984/85 con un ascenso a Segunda B. Su debut en la división de bronce dura poco, pues tras una mala campaña desciende nuevamente a Tercera.
Es aquí cuando comienza su época de esplendor, la cual, paradójicamente, será también el inicio de su fin. En la temporada 90-91, el proyecto, presidido en ese momento por Antonio Serrano Pérez, es puesto en manos de Sergio Kresic. Con el técnico croata en el banquillo, el Atlético Marbella logra dos ascensos consecutivos que lo sitúan en la Segunda División. Un caramelo demasiado dulce para Gil, quién, directa o indirectamente, como solía hacer en todo lo que acontecía en su Marbella, comienza a participar en las decisiones del club.
En la campaña 1992/93, su debut en la división de plata, donde finaliza en una sorprendente séptima posición, tienen lugar dos hechos que marcarán el futuro del club. El primer error, destituir en la jornada 26 a Kresic, auténtico valedor del proyecto deportivo, siendo el equipo quinto en la clasificación. El segundo, del que no se recuperaría nunca, su conversión en Sociedad Anónima Deportiva el 30 de diciembre de 1993, con un capital social de 115 millones de las antiguas pesetas.
Desde ese momento, y con un estilo Gil y Gil en su máxima expresión, el mismo que también sufriría el Atlético de Madrid en sus carnes, la ida y venida de jugadores y entrenadores, cada año, cada mes y, exageradamente, casi cada día, llegó a tal punto, que pocos entienden que se mantuviera entre la clase media del fútbol español durante cuatro temporadas. 
La 93/94 puede considerarse la más tranquila, pues con Florencio Garrido, hasta la jornada 10, y Ramón Blanco, hasta el final del campeonato, como entrenadores, el equipo, compuesto ‘sólo’ por 20 jugadores, finaliza en una más que digna decimosegunda posición.
La siguiente temporada se desataría una locura que ya no tendría fin hasta su descenso. Hasta 27 futbolistas, algunos de la talla del exmadridista Spasic, se vistieron la camiseta blanca a las órdenes de los siete técnicos que pasaron el banquillo del Municipal de Marbella. Desde Dragoslav Sekularac, que estuvo al frente del equipo las dos primeras jornadas, hasta Delfín Álvarez, que lo entrenó los tres últimos partidos, la lista de técnicos fue engullendo uno a uno a Antonio Alberto Montero Torres (8 encuentro), Miroslav Nestorovic (5 partidos), Thomas Coleman (2 choques), Ramón Blanco (16 jornadas) y Javier Nevado (2 duelos). Todos pusieron su granito de arena para que el equipo marbellí acabara la liga en la decimotercera posición de la clasificación.
En la temporada 1995/96 no hubo milagro y se consumó el descenso a la Segunda B. A pesar de que la locura en el banquillo se tranquilizó, entre comillas, pues solamente Ramón Blanco (12 partidos), Manuel Cardo (15 encuentros) y Gustavo Silva (11 choques) dirigieron al conjunto marbellí, los 30 jugadores que pasaron por el vestuario esa campaña hicieron imposible tener una plantilla estable y equipo acabó colista de la competición.
El gasto desorbitado que generaron tantas salidas y entradas de técnicos y jugadores durante sus cuatro temporadas en Segunda División fueron una losa económica demasiado pesada de la que ya nunca podrían desprenderse.
Al siguiente año, el equipo volvía a quedar último en el Grupo IV de Segunda B cayendo estrepitosamente a la última categoría del fútbol nacional. El club no llegaría nunca a volver a jugar en Tercera División.  Ese mismo verano, concretamente el 1 de agosto, el equipo es descendido administrativamente por la Real Federación Española de Fútbol a Regional Preferente por impagos a sus jugadores, situación que acabaría con la desaparición de la entidad tras declararse en quiebra.
En el mismo año (1997) se fundó la actual Unión Deportiva Marbella el cual ocupó la licencia que en aquel entonces utilizaba el Marbersula en Regional Preferente y así ahorrarse el tener que empezar de cero en la entonces segunda regional andaluza. Este club nació con otro escudo que tras varios años y a petición popular acabó tomando el que antaño fue escudo del C. Atlético Marbella.

## Uniforme
- Uniforme titular: Camiseta blanca, pantalón blanco y medias blancas

## Estadio
Estadio Municipal de Marbella, inaugurado en 1975, con capacidad para 9000 personas. Dimensiones 105x72 metros.

## Trofeos amistosos
- Trofeo Ciudad de Marbella-Semana del Sol: (9) 1962, 1963, 1965, 1968, 1969, 1973, 1974, 1987, 1992
- Trofeo Los Cármenes (Granada): (1) 1992
- Trofeo Ciudad del Torcal (Antequera)  (1): 1973